# Satoko Tanaka
Satoko Tanaka   () és una nedadora japonesa, ja retirada, especialista en esquena, que va competir durant les dècades de 1950 i 1960.
El 1960 va prendre part en els Jocs Olímpics d'Estiu de Roma, on disputà dues proves del programa de natació. En els 100 metres esquena guanyà la medalla de bronze, mentre en els 4x100 metres estils fou setena. Quatre anys més tard, als Jocs de Tóquio, tornà a disputar dues proves del programa de natació. En ambdues, els 100 metres esquena i els 4x100 metres estils fou quarta.
En el seu palmarès també destaquen quatre medalles d'or en els Jocs Asiàtics de 1958, 1962 i 1966, tres en els 100 metres esquena i una en els 4x100 metres estils. Entre 1959 i 1964 va establir 10 rècords mundials en els 200 metres esquena, però no va tenir l'oportunitat de competir en aquesta disciplina. També va establir cinc rècords mundials més en els 110 i 220 iardes esquena. Tanaka va mantenir els rècords nacionals en els 100 i 200 metres esquena durant 12 anys. Una vegada retirada va treballar durant molts anys com a entrenadora de natació i va competir en la categoria màsters. El 1991 va ser inclosa a l'International Swimming Hall of Fame.